# Camille Bernard
Camille Bernard (* 25. Februar 1898 in Joliette; † 16. Juli 1984 in Montreal) war eine kanadische Sängerin (Sopran), Lehrerin und Schauspielerin.
Bernard studierte ab 1908 in Montreal Gesang bei Béatrice La Palme und Salvator Issaurel. Ab 1917 trat sie gelegentlich im Club musicale des dames de Québec auf, der ihr 1923–24 eine Gesangsausbildung in Paris finanzierte. Sie vervollkommnete ihre Ausbildung u. a. bei Pauline Donalda und Yvette Guilbert und trat an Opernhäusern in Paris und mit Operettentruppen in Monte Carlo, Le Touquet und Vichy auf.
1929 gründete sie in Montreal das Théâtre des petits, eine Schule für Sprecherziehung und Musik, die mit einem gleichnamigen Programm im Rundfunksender CKAC vertreten war, kurz darauf die École nouvelle, an der sie Kinder mit Sprachproblemen unterrichtete. Aus beiden entstand später das Institut Camille-Bernard.
Beim Label His Master’s Voice entstanden mit ihr Aufnahmen der Lieder Hum Humm und La mort du mari. 1973 spielte sie die Rolle der Madame Tassy in Claude Jutras Film Kamouraska – Eine mörderische Liebe.